# Carlos Domínguez Cáceres
Carlos Domínguez Cáceres (Vigo, 11 febbraio 2001) è un calciatore spagnolo, difensore del Celta Vigo.

## Carriera
Cresciuto nel settore giovanile del Celta Vigo, ha esordito in prima squadra il 9 maggio 2021 disputando l'incontro di Primera División vinto 2-4 contro il Villarreal.

## Statistiche

### Presenze e reti nei club
Statistiche aggiornate al 16 aprile 2022.
| Stagione        | Squadra         | Campionato      | Campionato | Campionato | Coppe nazionali | Coppe nazionali | Coppe nazionali | Coppe continentali | Coppe continentali | Coppe continentali | Altre coppe | Altre coppe | Altre coppe | Totale | Totale |
| Stagione        | Squadra         | Comp            | Pres       | Reti       | Comp            | Pres            | Reti            | Comp               | Pres               | Reti               | Comp        | Pres        | Reti        | Pres   | Reti   |
| --------------- | --------------- | --------------- | ---------- | ---------- | --------------- | --------------- | --------------- | ------------------ | ------------------ | ------------------ | ----------- | ----------- | ----------- | ------ | ------ |
| 2020-2021       | Celta Vigo B    | SDB             | 16         | 0          |                 | -               | -               |                    | -                  | -                  |             | -           | -           | 16     | 0      |
| 2021-2022       | Celta Vigo B    | PDR             | 15         | 0          |                 | -               | -               |                    | -                  | -                  |             | -           | -           | 15     | 0      |
| mag. 2021       | Celta Vigo      | PD              | 4          | 0          | CR              | -               | -               |                    | -                  | -                  |             | -           | -           | 4      | 0      |
| 2021-2022       | Celta Vigo      | PD              | 5          | 0          | CR              | 3               | 0               |                    | -                  | -                  |             | -           | -           | 8      | 0      |
| Totale carriera | Totale carriera | Totale carriera | 40         | 0          |                 | 3               | 0               |                    | -                  | -                  |             | -           | -           | 43     | 0      |